# Patrick Anson
Thomas Patick John (Patrick) Anson, 5e graaf van Lichfield (25 april 1939 - 11 november 2005) was een Britse fotograaf en een achterneef van de Britse koningin Elizabeth II.
Hij was de zoon van Thomas, burggraaf Anson en Anne Bowes-Lyon, een nicht van koningin Elizabeth, de koningin-moeder.
Lord Lichfield volgde zijn opleidingen aan Harrow School en Sandhurst. In 1959 trad hij toe tot de Grenadiers. Toen hij het leger in 1962 verliet, begon hij zijn verdere loopbaan als assistent-fotograaf. Hij bouwde al snel een eigen reputatie op, deels omdat hij zo dicht bij de koninklijke familie in de buurt was. Hij maakte vooral faam als modefotograaf. Ook verzorgde hij de trouwfoto's bij het huwelijk van prins Charles en Lady Diana.
Op 10 november 2005 kreeg hij een zware beroerte. De nacht erna overleed hij. 
- Bibsys: 90395257
- Biblioteca Nacional de España: XX999838
- Bibliothèque nationale de France: cb150465266 (data)
- CiNii: DA03070782
- Gemeinsame Normdatei: 121955443
- International Standard Name Identifier: 0000 0001 0904 6572
- Library of Congress Control Number: n83132812
- MusicBrainz: 3d2ceb53-c3f8-4793-9973-84ea4d6c2511
- Bibliotheek van het Japanse parlement: 00470471
- Nationale Bibliotheek van Israël: 987007390542205171
- Nederlandse Thesaurus van Auteursnamen: 070233608
- PIC: 271035
- RKD-Nederlands Instituut voor Kunstgeschiedenis: 246804
- Trove: 1274103
- Virtual International Authority File: 266205194
- WorldCat: E39PBJjHb8k7BTqGCc9rBgMkjC